# Sami Kherouf
Sami Kherouf, né le 15 novembre 1988, est un pongiste algérien.

## Carrière
Sami Kherouf est médaillé d'or en double hommes avec Mohamed Sofiene Boudjadja aux Jeux africains de 2019.
Aux Championnats d'Afrique 2021 à Yaoundé, il est médaillé de bronze en double hommes avec Mohamed Sofiene Boudjadja ainsi qu'en double mixte avec Lynda Loghraibi.
Il remporte la médaille d'argent par équipes hommes aux Championnats d'Afrique 2022 et la médaille de bronze par équipes hommes aux Championnats d'Afrique de tennis de table 2023 à Radès.
Il est médaillé d'or en double mixte avec Lynda Loghraibi ainsi que par équipes hommes aux Jeux panarabes de 2023 à Tipaza.
En mars 2024, il remporte la médaille de bronze par équipes messieurs aux Jeux africains à Accra. 
Il est médaillé d'argent par équipe aux Championnats d'Afrique de tennis de table 2024 à Addis-Abeba.